# Нещасний випадок 2
Нещасний випадок 2 (англ. Accident Man: Hitman's Holiday) — британський бойовик-трилер 2022 року, продовження фільму «Нещасний випадок» 2018 року з Джорджем Кірбі та Гаррі Керром у головних ролях. Режисер Гаррі Кірбі, заснований на однойменному коміксі Пета Міта та Тоні Скіннера 1991 року. До акторського складу увійшли Скотт Аткінс, Рей Стівенсон, Перрі Бенсон, Генрі Чжан та Фламінія Сінк. Цього разу кілер Майк Феллон (Ейкінс) має захистити невдячного сина боса мафії та врятувати життя його єдиного друга.

## В ролях
- Скотт Едкінс — Майк Феллон
- Рей Стівенсон — Великий Рей